# 格拉伊杜里鄉
46°58′N 27°31′E / 46.967°N 27.517°E
格拉伊杜里鄉（羅馬尼亞語：Comuna Grajduri, Iași），是羅馬尼亞的鄉份，位於該國東北部，由雅西縣負責管轄，面積49平方公里，海拔高度334米，2007年人口3,182，人口密度每平方公里66人。